# Beerte metten breden voeten
Beerte metten breden voeten is een Middelnederlandse Karelroman van omstreeks 1300. Aangezien het verhaal gaat over Beerte, de vrouw die later het leven zal schenken aan Karel de Grote, kunnen we het verhaal plaatsen binnen le cycle du roi.

## Bron
De verhaalstof over Beerte moet in de middeleeuwen behoorlijk populair zijn geweest. In het Oudfrans zijn er liefst 25 versies overgeleverd. Het is dan ook niet verwonderlijk dat er een Middelnederlandse versie bestaat. De Middelnederlandse Beerte gaat terug op de Oudfranse roman Berte aus grans piés van Adenet le Roi. Vermoedelijk is deze roman omstreeks 1275 ontstaan aan het hof van de Vlaamse graaf Gwijde van Dampierre.

## Korte inhoud
Aangezien van de Middelnederlandse roman enkel één fragment is bewaard, volgt hier de korte inhoud van de tekst van Adenet. 
Wanneer Berte met Pepijn de Korte (de vader van Karel de Grote) trouwt, slaagt de moeder van Bertes kamermeisje erin haar eigen dochter te laten doorgaan voor de kersverse echtgenote. Dit is geen moeilijke opgave, omdat de twee meisjes sprekend op elkaar gelijken. Berte wordt verdreven uit haar eigen huwelijk en moet het hof verlaten. Ze trekt het woud in, waar ze opgenomen wordt in het gezin van Simon en Constance als hun pleegdochter. Wanneer Blanceflour (de moeder van Berte) een bezoek brengt aan haar dochter komt het bedrog uit en worden de schuldigen gestraft. Berte blijft echter spoorloos. Uiteindelijk wordt ze ontdekt door Pepin die verdwaald is in het woud.
Het fragment van de Middelnederlandse Beerte neemt ons mee naar het slot van het verhaal. 
Pippijn bevindt zich in het huis van Constance en Symoen. Hij ontmoette eerder Beerte per toeval in het bos en heeft het vermoeden dat zij zijn verloren gewaande vrouw is. De pleegouders van Beerte kunnen hem echter geen informatie geven over haar afkomst. Eens terug aan zijn hof, in Le Mans stuurt hij een bode naar de ouders van Beerte met een verzoek om hulp. Floris en Blancefloer, de ouders van Beerte, ontvangen zijn bericht en verlaten Hongarije. In Frankrijk aangekomen, ontmoet het paar Pippijn. Gezamenlijk zet het drietal zijn tocht verder naar Le Mans, waar Symoen ontboden wordt aan het hof. Hij vertelt opnieuw hoe hij Beerte vond, maar nu aan Blancefloer. Hier eindigt het fragment.

## Fragment
De Middelnederlandse versie van dit verhaal is overgeleverd in één fragment dat sinds 1965 bewaard wordt in de Koninklijke Bibliotheek van België onder signatuur IV 398,7. Het betreft een zwaar geschonden perkamenten dubbelblad, dat echter niet fungeerde als binnenste blad van een katern, want de tekst vormt geen aaneengesloten geheel. Het fragment werd ontdekt in of kort voor 1872 door Edmond Vanderstraeten. Het deed dienst als bandbekleding van een register en wordt gedateerd in het laatste kwart van de veertiende of begin vijftiende eeuw. De tekst is geschreven in het Westmiddelnederlands in een littera textualis, waarbij de beginletters van de verzen met rode inkt doorstreept zijn. De tekst is verdeeld in twee kolommen, die elk 50 regels bevatten. Een groot deel van de verzen is echter niet langer leesbaar. De grootte van het integrale Middelnederlandse verhaal wordt geschat op zo’n 7000 à 9000 verzen.

## Beertevandaag
Het verhaal van Beerte is op onverklaarbare wijze terechtgekomen in het hedendaagse sprookje van de ganzenhoedster.  Net als Beerte wordt de prinses in dit sprookje het slachtoffer van verraad en is ze genoodzaakt het paleis te ontvluchten. In tegenstelling tot Beerte komt ze niet in het woud terecht, maar moet ze de ganzen van het hof hoeden. Zoals in elk sprookje is het ook hier: eind goed, al goed.